# Michael Bilharz

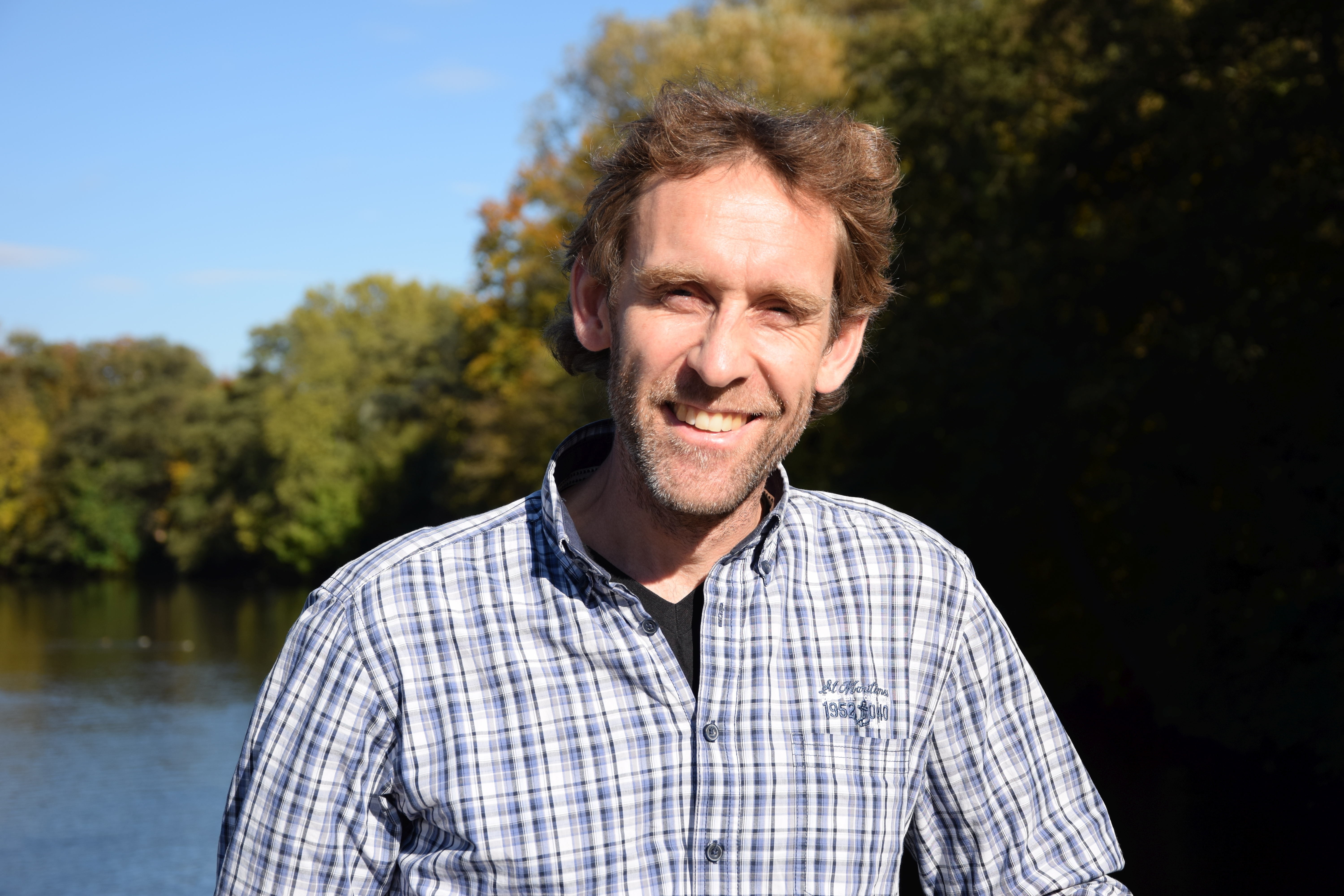
Michael Bilharz (2017)

Michael Bilharz (* 1972 in Kenzingen bei Freiburg im Breisgau) ist ein deutscher Wirtschafts- und Sozialwissenschaftler. Seine Forschungs- und Tätigkeitsschwerpunkte liegen im Bereich nachhaltiger Konsum, strategisches Umwelthandeln im Alltag sowie Förderung ökologischer Kompetenz.

## Persönliches
Michael Bilharz ist in Kenzingen bei Freiburg als jüngstes von sechs Kindern aufgewachsen. Als Jugendlicher war er Ministrant und in der kirchlichen Jugendarbeit engagiert. Bilharz hat zwei Kinder. Er ist noch nie geflogen und besitzt keinen Auto-Führerschein (Stand 2021). Sein ältester Bruder war der langjährige grüne Gemeinde- und Kreisrat Stefan Bilharz (1960–2019).

## Werdegang
Sein Abitur legte Bilharz 1991 am Gymnasium Kenzingen ab. Von 1991 bis 1992 leistete er Zivildienst beim Bund für Umwelt und Naturschutz Deutschland (BUND) und absolvierte 1993 ein Praktikum auf einem Bio-Bauernhof. Von 1993 bis 1999 studierte er Pädagogik sowie die Nebenfächer Soziologie und Volkswirtschaftslehre (VWL) an der Universität Regensburg. Parallel dazu studierte er (ohne Abschluss) Betriebswirtschaftslehre an der Universität Regensburg und an der FernUniversität Hagen. Nach dem Studium arbeitete Michael Bilharz als Wissenschaftlicher Mitarbeiter an der Ludwig-Maximilians-Universität München (2000–2002), der Universität St. Gallen (2002–2004) und der Technischen Universität München (2004–2008). Sein Doktorandenstudium an der Universität St. Gallen (2002–2008) im Fachprogramm Ökonomie und Ökologie schloss Michael Bilharz mit Summa cum laude ab.

## Berufliches Wirken
Seit 2008 ist Bilharz für das Umweltbundesamt (UBA) mit dem Schwerpunkt Verbraucheraktivierung und Förderung nachhaltigen Konsums tätig.

### Key Points nachhaltigen Konsums
Mit seinem Buch zu den Key Points nachhaltigen Konsums lenkte Bilharz den Fokus auf die großen Schritte, die der Einzelne im Klimaschutz machen kann. Während die Vermeidung einzelner Plastiktüten beispielsweise nur einen marginalen Effekt auf die persönlichen Emissionen hat, können einmalige strukturelle Änderungen den CO2-Fußabdruck dauerhaft reduzieren, ohne dass jedes Mal neu über eine Handlung entschieden werden muss. Beispiele wären die Wärmedämmung eines Hauses, der Umstieg auf Ökostrom oder der Wechsel vom eigenen Auto auf Carsharing.

### CO2-Rechner
Bilharz ist maßgeblich an der inhaltlichen Weiterentwicklung des seit 2007 angebotenen CO2-Rechner des Umweltbundesamtes beteiligt, mit dem die persönliche Kohlendioxidbilanz errechnet werden kann. Der CO2-Rechner bietet – getrennt nach den Kategorien Wohnen, Strom, Mobilität, Ernährung und Sonstiger Konsum – einen Überblick über den aktuellen persönlichen CO2-Fußabdruck und soll dazu motivieren diesen zu reduzieren. Den Emissionen gegenübergestellt werden die Emissionen, die durch individuelles Handeln eingespart werden, etwa durch umweltfreundliche Geldanlagen.

### Wechselspiel von individuellen Handlungen und politischen Möglichkeiten
Der Fokus auf Handlungen des Individuums steht oftmals in der Kritik. Bilharz hingegen argumentiert, dass Konsumentscheidungen zum Motor für politische und strukturelle Veränderungen werden können. Hierzu stellt er das Wechselverhältnis von Konsum und Politik in das Zentrum seiner Analyse. Nur wenn beispielsweise hinreichend viele Menschen Carsharing nutzen, erhält die politische Ebene die Legitimation und Unterstützung Carsharing-Stellplätze auf öffentlichen Flächen zu ermöglichen. Nur wenn hinreichend viele Menschen eine bestimmte Buslinie nutzen, kann die Taktung erhöht werden. Nur wenn hinreichend viele Menschen bereits bewiesen haben, dass man ohne fossile Brennstoffe Häuser beheizen kann, ermöglicht dies der Politik fossile Brennstoffe einzuschränken. Durch das ermöglichte politische Handeln wiederum wird es den Konsumenten erleichtert auch ohne eigenen Antrieb zum Klimaschutz die umweltfreundliche Variante zu wählen.

### Kompetenzzentrum Nachhaltiger Konsum
Innerhalb seiner Tätigkeit beim Umweltbundesamt (UBA) arbeitet Bilharz auch für das Kompetenzzentrum Nachhaltiger Konsum (KNK), das mitverantwortlich ist für die Umsetzung des Nationalen Programms für nachhaltigen Konsum.

## Ehrenamtliches Engagement

### Jugend
Bereits als Schüler gründete Michael Bilharz 1989 eine lehrerunabhängige Umwelt-AG an seiner Schule. Ebenso initiierte er in seiner Jugend die Gründung eines Carsharing-Vereins in Kenzingen (Gemeinsam mobil e.V.).

### Dessau – Natürlich mobil
Michael Bilharz war Mitglied und langjähriger Vorsitzender des Vorstandes der von 2008 bis 2018 bestehenden Bürgerinitiative Dessau – Natürlich mobil. Dessau – Natürlich mobil setzte sich für umweltfreundliche Mobilität sowie insbesondere gegen den Bau der Ostrandstraße in Dessau und eine zweite Muldebrücke ein.

### 3 fürs Klima, Die Klimawette und Klix3
Michael Bilharz ist Sprecher der Initiative „3 fürs Klima: Das Paris-Ziel schon heute umsetzen und klimaneutral leben!“
Der namensgebende „Dreiklang fürs Klima“ bedeutet:
- Den eigenen CO2-Fußabdruck reduzieren[28][29]
- Die restlichen Emissionen kompensieren[30][31]
- Den Handabdruck vergrößern (Motivation anderer zum CO2-Sparen)[32][33]

Die Mitglieder des Vereins ermitteln jedes Jahr ihre Treibhausgasbilanz und kompensieren die verbleibenden Emissionen automatisiert über den Verein, so dass sie Pioniere eines klimaneutralen Lebens werden, wie sie sich beispielsweise auch in der Initiative 100x klimaneutral finden.
Unter Schirmherrschaft des Präsidenten des Umweltbundesamtes, Dirk Messner, initiierte der Verein 3 fürs Klima e.V. 2021 die Aktivierungs- und Mitmachkampagne Die Klimawette. Mit der Kampagne sollten bis zur UN-Klimakonferenz 2021 im schottischen Glasgow eine Million Menschen dazu gebracht werden, Klimaprojekte finanziell zu unterstützen und damit eine Million Tonnen des Treibhausgases CO2 einzusparen. Zur Bewerbung der Klimawette fuhr Bilharz mit einem Lastenrad und einer symbolische Tonne (für eine Tonne CO2) 100 Tage lang durch ganz Deutschland und traf verschiedenste Vertreter aus Politik und Gesellschaft.
2023 initiierte der Verein das Projekt Klix3 Mit ihm sollen Privatpersonen auch über Unternehmen und Kommunen erreicht werden, um sie für ein klimafreundlicheres Leben zu sensibilisieren. Darüber hinaus sollen Veränderungen der persönlichen CO2-Bilanz wissenschaftlich erforscht werden.

## Publikationen (Auswahl)
- Michael Bilharz: Selbstorganisation oder Markthandeln? eine sozio-ökonomische Analyse des Car-Sharing. M. Bilharz, Regensburg 1999 (PDF, DNB – Hochschulschrift, Zugleich: Universität Regensburg, Diplomarbeit, 1999).
- Michael Bilharz: „Gute Taten“ statt vieler Worte? über den pädagogischen Stellenwert ökologischen Handelns. Krämer, Hamburg 2000, ISBN 978-3-89518-663-9 (PDF).
- Michael Bilharz: Umweltmanagementsysteme für ökologischen Konsum? Möglichkeiten und Grenzen in Theorie und Praxis. Hrsg.: Universität St. Gallen. Institut für ökologische Wirtschaftsforschung (IÖW), St. Gallen 2003, ISBN 978-3-909502-05-9 (PDF).
- Michael Bilharz: Individuelle Ökobilanzen für einen nachhaltigen Konsum. eine explorative Studie. Hrsg.: Universität St. Gallen. Institut für ökologische Wirtschaftsforschung (IÖW), St. Gallen 2003, ISBN 978-3-909502-06-6 (PDF).
- Rolf Wüstenhagen, Michael Bilharz: Green energy market development in Germany: effective publicpolicy and emerging customer demand. Hrsg.: Elsevier. 2004 (englisch, PDF – Energy Policy 34 (2006) 1681–1696).
- Frank-Martin Belz und Michael Bilharz: Nachhaltiger Konsum. zentrale Herausforderung für moderne Verbraucherpolitik. Hrsg.: TU München. Techn. Univ. München, Professur für Betriebswirtschaftslehre, Brau- und Lebensmittelindustrie, Freising 2005, ISBN 3-938236-51-5 (PDF – Verbundforschungsprojekt „Nachhaltiger Konsum und Verbraucherpolitik im 21. Jahrhundert“).
- Michael Bilharz: Nachhaltiger Konsum. die Suche nach dem nächsten Schritt. Hrsg.: TU München. Techn. Univ. München, Professur für Betriebswirtschaftslehre, Brau- und Lebensmittelindustrie, Freising 2006, ISBN 3-938236-55-8 (PDF – Verbundforschungsprojekt „Nachhaltiger Konsum und Verbraucherpolitik im 21. Jahrhundert“, Teilprojekt „Nachhaltiger Konsum als strukturpolitisches Instrument der Verbraucherpolitik“).
- Michael Bilharz: Nachhaltiger Konsum als strukturpolitisches Instrument der Verbraucherpolitik. Endbericht. Hrsg.: TU München. Techn. Univ. München, Professur für Betriebswirtschaftslehre, Brau- und Lebensmittelindustrie, Freising 2006 (PDF – Verbundforschungsprojekt „Nachhaltiger Konsum und Verbraucherpolitik im 21. Jahrhundert“, Teilprojekt „Nachhaltiger Konsum als strukturpolitisches Instrument der Verbraucherpolitik“).
- Michael Bilharz: Einfach mal die Welt verändern? eine Analyse ausgewählter Ratgeber zum nachhaltigen Konsum. Hrsg.: TU München. Techn. Univ. München, Professur für Betriebswirtschaftslehre, Brau- und Lebensmittelindustrie, Freising 2006, ISBN 978-3-938236-57-4 (PDF – Verbundforschungsprojekt „Nachhaltiger Konsum und Verbraucherpolitik im 21. Jahrhundert“, Teilprojekt „Nachhaltiger Konsum als strukturpolitisches Instrument der Verbraucherpolitik“).
- Michael Bilharz, Cornelia Gräsel: Gewusst wie. Strategisches Umwelthandeln als Ansatz zur Förderung ökologischer Kompetenz in Schule und Weiterbildung. Zeitschrift Bildungsforschung e.V, Bad Reichenhall 2006 (PDF,DNB).
- Michael Bilharz: „Key points“ nachhaltigen Konsums. ein strukturpolitisch fundierter Strategieansatz für die Nachhaltigkeitskommunikation im Kontext aktivierender Verbraucherpolitik. Metropolis (Verlag), Marburg 2008, ISBN 978-3-89518-663-9 (PDF – Dissertation, 2. Auflage (2009): ISBN 978-3-89518-735-3).
- Michael Bilharz, Vera Fricke: Konsum und gesellschaftlicher Wandel. Das „Großgedruckte“ beachten. Waxmann Verlag, Münster 2011 (PDF,DNB).
- Michael Bilharz, Vera Fricke, Ulf Schrader: Wider die Bagatellisierung der Konsumentenverantwortung. Reaktion auf A.Grunwald. 2010. Wider die Privatisierung der Nachhaltigkeit. Warum ökologisch korrekter Konsum die Umwelt nicht retten kann. GAIA 19/3: 178–182. Oekom-Verlag, 2011, ISSN 0940-5550 (PDF – GAIA 20/1(2011): Seiten 9–13).
- Michael Bilharz, Katharina Schmitt: Going Big with Big Matters. The Key Points Approach to Sustainable Consumption. Oekom-Verlag, 2011, ISSN 0940-5550 (englisch, PDF – GAIA 20/4 (2011): Seiten 232–235).
- Michael Bilharz: Klimaneutral leben. Verbraucher starten durch beim Klimaschutz. Hrsg.: Umweltbundesamt (UBA). Umweltbundesamt, Bonn 2014 (PDF, DNB – Umweltbundesamt: Fachgebiet Übergreifende Aspekte des Produktbezogenen Umweltschutzes, Nachhaltige Konsumstrukturen, Innovationsprogramm).
- Stephanie Moser, Silke Kleinhückelkotten, H.-Peter Neitzke, Michael Bilharz: Gute Absichten, hoher CO2-Ausstoss: Die Rolle privater Haushalte in reichen Ländern. Universität Bern, 2016, ISSN 2296-8687 (PDF – CDE Policy Brief, 9 / 2016, Centre for Development and Environment (CDE)).
- Michael Bilharz: Damit gutes Leben mit der Natur einfacher wird: Suffizienzpolitik für Naturbewahrung. Nachhaltiger Konsum: Rahmenbedingungen und freiwilliges Handeln strategischer denken. Hrsg.: Leonie Bossert, Lieske Voget-Kleschin, Simon Meisch. Metropolis-Verlag, Marburg 2020, ISBN 978-3-7316-1340-4 (Verlagstext – Buchbeitrag: S. 149–166).